# Charles Erskine, 22. Earl of Mar
Charles Erskine, 22. Earl of Mar (* 19. Oktober 1650 in Alloa; † 23. Mai 1689), war ein schottischer Adliger.

## Leben
Sein Vater war John Erskine, 21. Earl of Mar, seine Mutter war Jean Mackenzie, eine Tochter von George Mackenzie, 2. Earl of Seaforth.
Beim Tod seines Vaters im September 1668 übernahm er den Titel 22. Earl of Mar (erster Verleihung), sowie die nachgeordneten Titel 15. Lord Garioch und 10. Lord Erskine. Gemäß einer Entscheidung des House of Lords Privileges Committee vom 26. Februar 1875 gilt er de iure auch als 5. Earl of Mar (siebter Verleihung).
1678 beteiligte er sich an der Aufstellung des Linieninfanterieregiments Royal Scots Fusiliers für die schottische Armee, dessen erster Colonel er von 1678 bis 1686 war und mit dem er insbesondere 1679 und 1685 an der Niederschlagung der Aufstände der presbyterianischen Covenanters teilnahm. Ab 1682 war er zudem Mitglied des Geheimen Kronrates.
Durch seine 1674 geschlossene Ehe mit Mary Maule, der Tochter von George Maule, 2. Earl of Panmure (1619–1671), hatte er drei Söhne und eine Tochter:
- John Erskine, 23. Earl of Mar (1675–1732);
- Hon. Henry Erskine († 14. April 1707 in der Schlacht bei Almansa), Colonel der British Army;
- James Erskine, Lord Grange (1679–1754), Richter am Court of Session;
- Lady Jean Erskine († 1763) ⚭ Sir Hugh Paterson, 3. Baronet.